# فينتشمبستيد (باركشير)
فينتشمبستيد (بالإنجليزية: Finchampstead)‏ هي قرية و أبرشية مدنية تقع في المملكة المتحدة في إنجلترا.  يقدر عدد سكانها بـ 668 نسمة .